# Oninia senglaubi
Oninia senglaubi is een kikker uit de familie smalbekkikkers (Microhylidae). De soort werd voor het eerst wetenschappelijk beschreven door Rainer Günther, Björn Stelbrink en Thomas von Rintelen in 2010.
Oninia senglaubi is de enige soort uit het geslacht Oninia.
Oninia senglaubi komt voor in Azië en komt endemisch voor in Papoea-Nieuw-Guinea.
Aphantophryne · 
Asterophrys · 
Austrochaperina · 
Barygenys · 
Callulops · 
Choerophryne · 
Cophixalus · 
Copiula · 
Gastrophrynoides · 
Genyophryne · 
Hylophorbus · 
Liophryne · 
Mantophryne · 
Metamagnusia · 
Oninia · 
Oreophryne · 
Oxydactyla · 
Paedophryne · 
Pseudocallulops · 
Sphenophryne · 
Xenorhina